# مارك إبستين (مطور عقاري)
     لشخصية أخرى تحمل اسم مارك إبستين، طالع مارك إبستين (توضيح).

مارك إبستين (بالإنجليزية: Mark Epstein)‏ (مواليد 1954)، الملقب بـ«بوجي»، هو مطور عقارات أمريكي وشقيق الممول والمجرم الجنسي المُدان جيفري إبستين.
كان إبستين فنانًا سابقًا، وقد أسس وترأس شركات عقارية، وشركة طباعة قمصان، ووكالة عرض أزياء، وشركة تأجير. وكانت ثروته ومصدرها موضوع تحقيقات أجرتها كل من أخبار مؤسسة داو جونز ووول ستريت جورنال.

## النشأة والتعليم
وُلِد مارك إبستين عام 1954 وهو الأخ الأصغر لجيفري إبستين (20 يناير 1953 – 10 أغسطس 2019). كان والداه بولين ني ستولوفسكي (1918–2004) وسيمور جي إبستين (1916–1991) وكانا يهوديين وتزوجا عام 1952. نشأ الأخوان في حي سي جيت، وهو مجتمع مسور خاص في جزيرة كوني، بروكلين، مدينة نيويورك.
تخرج عام 1976 من مدرسة الفنون كوبر يونيون في مدينة نيويورك. كما درس في جامعة ستوني بروك. في عام 2002، كان خريج العام في كوبر يونيون.

## سيرته
كان إبستين فنانًا سابقًا، وكان مستثمرًا في العقارات منذ التسعينيات. وكان رئيسًا لشركة ج. إبستين وشركاه، وهي شركة استثمارية تابعة لأخيه، ومديرًا تنفيذيًا لشركة عقارات أوسا. وهو مالك شركة طباعة القمصان إزمو التي أسسها عام 1986. وكان أيضًا رئيسًا لمؤسسة أتيليه، وهي شركة تأجير واستئجار. ومن عام 1987 إلى عام 2015 كان مالكًا ومديرًا لشركة استحواذات إبستين، وفي عام 2005 أسس شركة نموذج القديس والموهبة.
وصفت كل من أخبار مؤسسة داو جونز ووول ستريت جورنال مصدر ثروة مارك إبستين بأنه غامض، بعد أن رفض الإجابة على أسئلة صحفيي حول مصدر ثروته. وأشارت الصحيفة إلى ملكيته لليخت الفاخر إزمو بقيمة مليون دولار، وشقة سكنية مكونة من 16 طابقًا اشتراها من لي ويكسنر في التسعينيات. كان المبنى به رهن عقاري بقيمة 7.24 مليون دولار في ذلك الوقت. وهو مانح مكون من ستة أرقام لمدرسة الفنون التي درس بها، كوبر يونيون وكان رئيس مجلس إدارة المدرسة. تبرع باليخت الفاخر إزمو لأكاديمية العلوم البحرية والتدريب البحري في تشارلستون. كما خدم في مجلس إدارة معهد هامبتي دمبتي، وهي مؤسسة خيرية دولية أقرضها أكثر من 100،000 دولار في عام 2014. كما قام بإقراض مبلغ 75،000 دولار أمريكي إلى فن الخروج، وهو مركز ثقافي غير ربحي كان أيضًا عضوًا في مجلس إدارته.

## السياسة والحياة الشخصية
بعد وفاة شقيقه جيفري في السجن عام 2019، أعرب علنًا عن شكوكه في أن وفاته كانت بسبب الانتحار، بعد أن صرح أن وفاته «تبدو أشبه بجريمة قتل» تم تحديد مارك من خلال أوراق المحكمة باعتباره الوريث المحتمل الوحيد لجيفري.
لديه طفلان من جويس أندرسون، التي عاش معها في سوهو لمدة سبع سنوات قبل انتهاء علاقتهما. لديه منزل في بنسيلفانيا وممتلكات في ويست بالم بيتش، فلوريدا.